# Biografielijst Ny

## Nya
- Hezahiah Nyamau (1942), Keniaans atleet

## Nyb
- Fredrik Nyberg (1969), Zweeds alpineskiër
- Henrik Samuel Nyberg (1889 - 1974), Zweeds oriëntalist

## Nye
- Martin Løwstrøm Nyenget (1992), Noors langlaufer
- Julius Nyerere (1922-1999), Tanzaniaans president

## Nyg
- Jens Nygaard (1931-2001), Amerikaans musicus
- Kristen Nygaard (1949), Deens voetballer en coach
- Marc Nygaard (1976), Deens voetballer
- Johan Nygaardsvold (1879-1952), Noors politicus

## Nyk
- Matti Nykänen (1963), Fins schansspringer
- Sven Nykvist (1922-2006), Zweeds cameraman

## Nym
- Lena Nyman (1944-2011), Zweeds actrice
- Steven Nyman (1982), Amerikaans alpineskiër
- Lacey Nymeyer (1985), Amerikaans zwemster

## Nyn
- Nynetjer (ca. 2800 v.Chr.), farao van Egypte

## Nyp
- Erwin Nypels (1933-2024), Nederlands politicus

## Nyq
- Harry Nyquist (1889-1976), Zweeds elektrotechnicus

## Nyr
- Orwa Nyrabia (1977), Syrisch filmproducent, artistiek directeur IDFA

## Nys
- Erik Nys (1973), Belgisch atleet

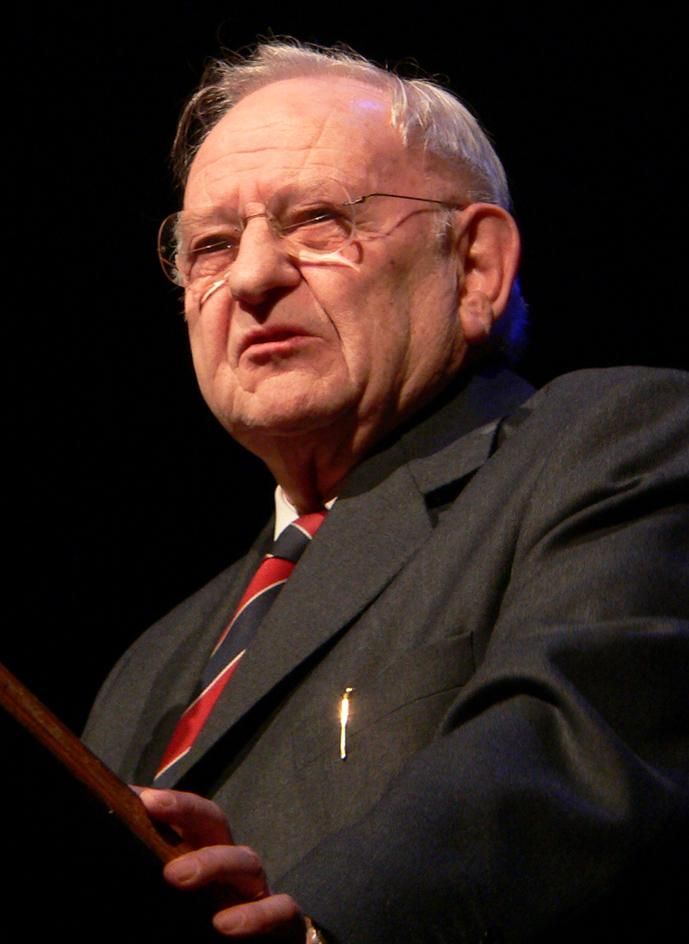
Jef Nys

- Jef Nys (1927-2009), Belgisch striptekenaar
- Patrick Nys (1969), Belgisch voetballer
- Sven Nys (1976), Belgisch veldrijder, wielrenner en mountainbiker
- Jan Luchies Nysingh (1877-1945), Nederlands jurist en gouverneur van Suriname
- Claudia Nystad (1978), Duits langlaufster
- Ann-Christine Nyström (1944-2022), Fins zangeres
- Gustaf Nyström (1856-1917), Fins architect
- Jenny Nyström (1854-1946),  Zweeds kunstschilder en illustrator

## Nyw
- Sophie Nyweide (2000-2025), Amerikaans actrice